# Dermatopsis
Dermatopsis is een geslacht van straalvinnige vissen uit de familie van naaldvissen (Bythitidae).

## Soorten
- Dermatopsis greenfieldi Møller & Schwarzhans, 2006
- Dermatopsis hoesei Møller & Schwarzhans, 2006
- Dermatopsis joergennielseni Møller & Schwarzhans, 2006
- Dermatopsis macrodon Ogilby, 1896